# Krzywin (Widuchowa)
Krzywin [ˈkʂɨvin] (deutsch Kehrberg) ist ein Dorf in der Gmina Widuchowa in der polnischen Woiwodschaft Westpommern. Es liegt 7 km südöstlich von Widuchowa (Fiddichow), 18 km südwestlich von Gryfino (Greifenhagen) und 38 km südlich von Stettin.

## Geschichte
Bis 1945 bildete Kehrberg eine Landgemeinde im Kreis Greifenhagen der preußischen Provinz Pommern. Zu der Gemeinde gehörten neben Kehrberg die Wohnplätze Dorotheenwalde, Forsthaus Kehrberg, Kehrberger Mühle und Oberförstereigehöft Kehrberg.
Nach 1945 kam Kehrberg, wie ganz Hinterpommern, an Polen. Kehrberg erhielt den polnischen Namen „Krzywin“.

## Söhne und Töchter des Ortes
- Gerhard Roßbach (1893–1967), deutscher Freikorpsführer